# Ada (Ghana)

Kirche in Ada Foah

Ada ist eine Stadt im östlichen Ghana. Sie liegt an der Küste des Atlantischen Ozeans östlich von Accra, an der Mündung des Flusses Volta. Sie ist bekannt für ihre Strände und den Wassersport und besteht aus drei weitgehend abgegrenzten Siedlungen: Big Ada, Ada Foah und Ada Kasseh. Ada befindet sich mit den anderen Siedlungen im Ada East District, einem der 29 Distrikte der Greater Accra Region und ist die Hauptstadt des Distriktes.

## Persönlichkeiten
- Christian Atsu (1992–2023), Fußballspieler